# Grafen von Gleichenstein

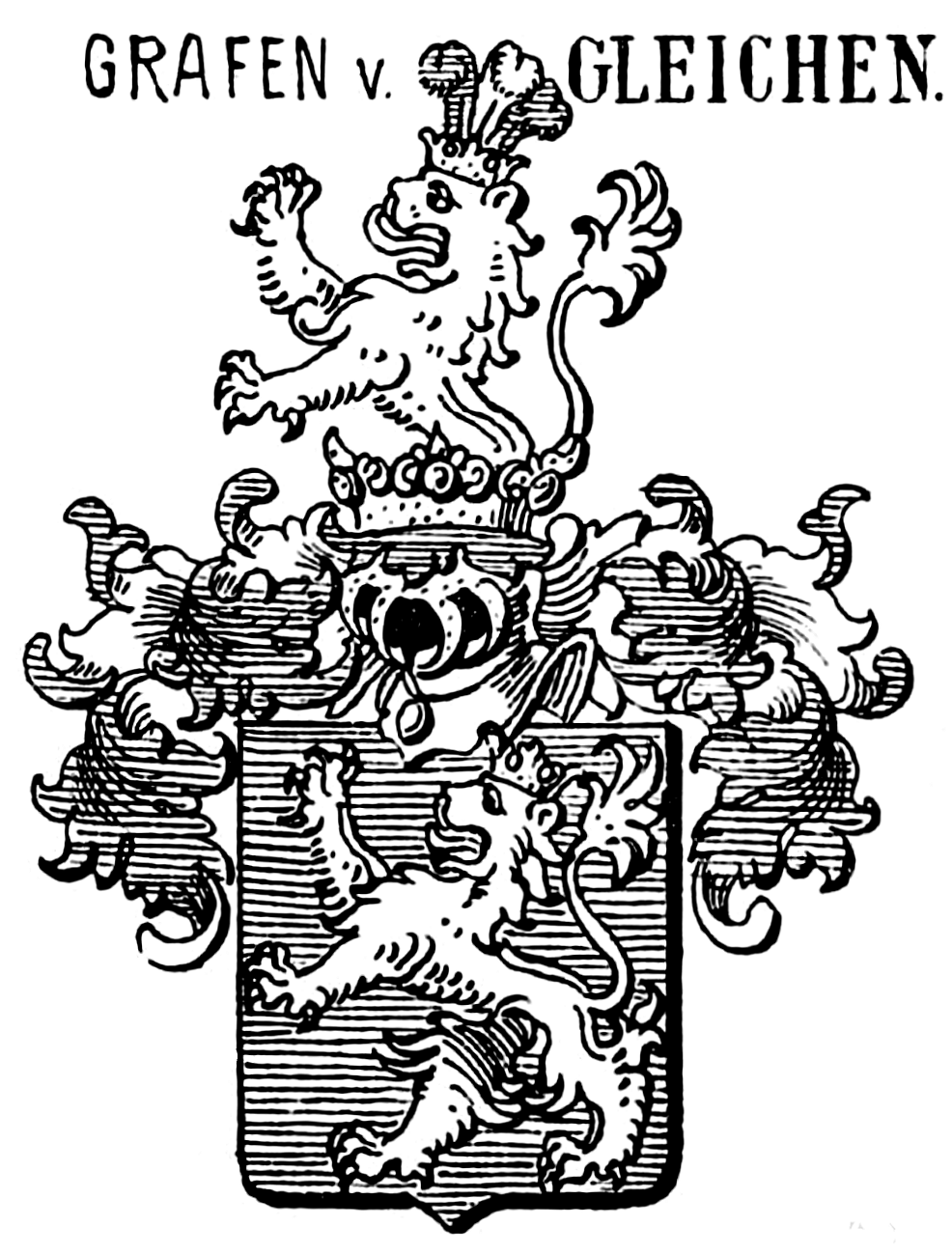
Wappen der Grafen von Gleichen

Grafen von Gleichenstein oder Grafen von Gleichen gen. von Gleichenstein waren ein einzelner Zweig des alten thüringisches Adelsgeschlechts derer von Gleichen, die durch ihre Besitzungen zeitweise im Eichsfeld ansässig waren.

## Geschichte der Grafen im Eichsfeld
Mit Graf Erwin I. (1040–1116) wurde vermutlich erstmals das Grafengeschlecht derer von Tonna/Gleichen als Gaugrafen im Eichsfeldgau eingesetzt. Graf Ernst I. von Tonna (1116–1152) wurde 1140 von Kurmainz mit Gütern im Eichsfeld belehnt und war Burggraf auf der Harburg (1139 und 1148), wo er auch wohnte. Nach dessen Tod ging das Erbe an seinen zweiten Sohn Ernst II. (1152–1170) über. Die Grafen von Gleichen waren im Gebiet des heutigen Obereichsfeldes zu zahlreichen Besitzungen gekommen, verwalteten zeitweise das Kloster Gerode (Erwin II. und Ernst II. gemeinsam etwa 1154) und stifteten das Kloster Reifenstein (Ernst II. 1162). 1165 wurden die Harburg und die Burg Rusteberg bei Auseinandersetzungen zwischen dem Mainzer Erzbischöfen und den Thüringer Landgrafen zerstört und Ernst wurde 1170 enthauptet.
Ab Ende des 12. Jahrhunderts gehörten ihnen die Burgen Velsecke als Grafenburg (etwa 1180 als unmittelbare Vorgängerburg der Burg Gleichenstein), Scharfenstein und Birkenstein mit allen Zubehör und Rechten. Die Burg Reifenstein oberhalb des Klosters Reifenstein war vermutlich ebenfalls ein Wohnsitz der Grafenfamilie. In diesem Einflussbereich waren sie auch die Burggrafen der Reichsstadt Mühlhausen und seiner Umgebung (1238 „Ernestus die gracia prefectus in Mulhausen“). Im Jahr 1201 wurde Ernst III. bereits als Graf zu Velsecke erwähnt („Ernestus comes de Velsecke“), benannt nach der um 1180 erbauten Burg Velsecke.

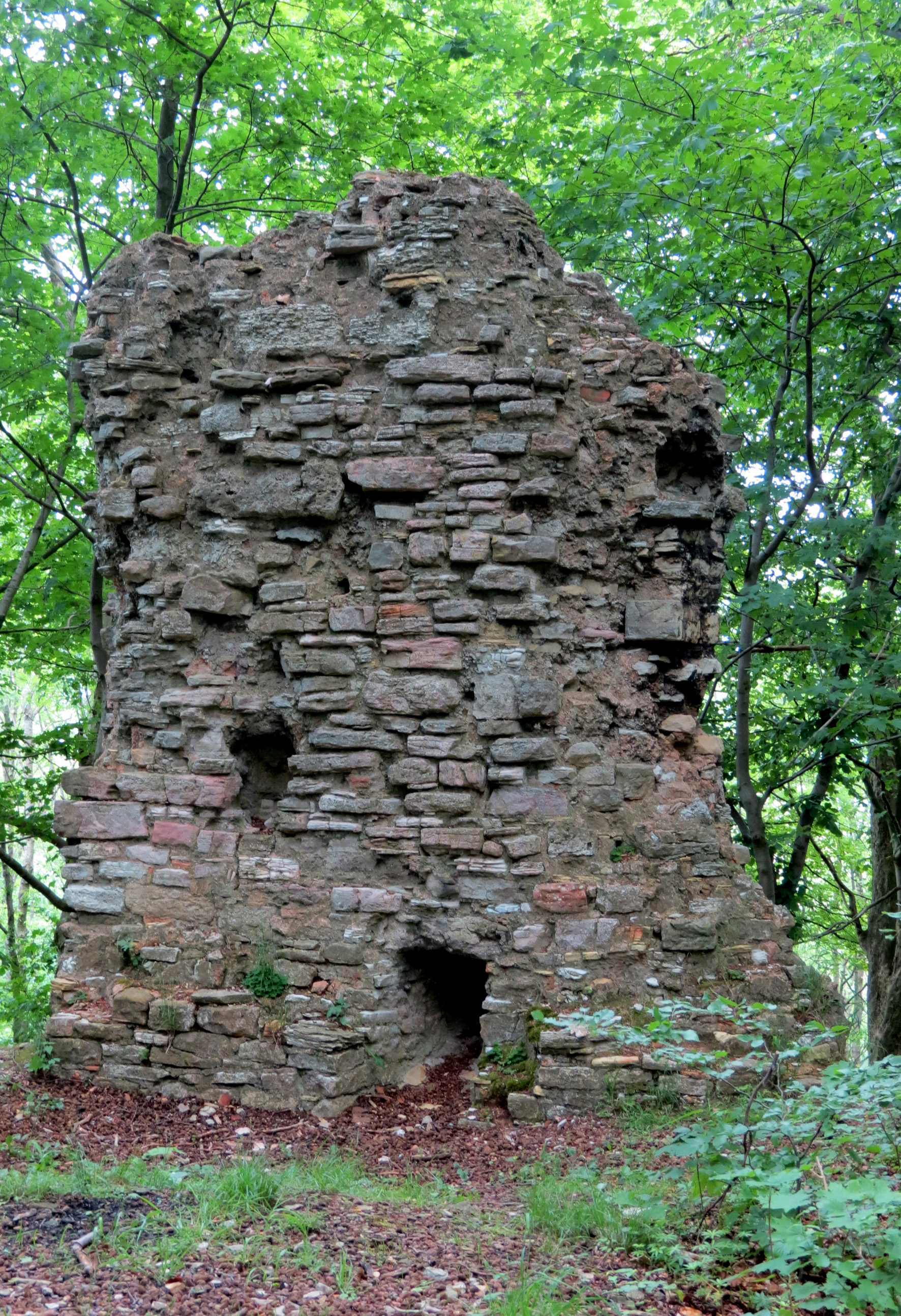
Graf Ernst I. und Graf Ernst II. von Gleichen waren Burgherren auf der Harburg
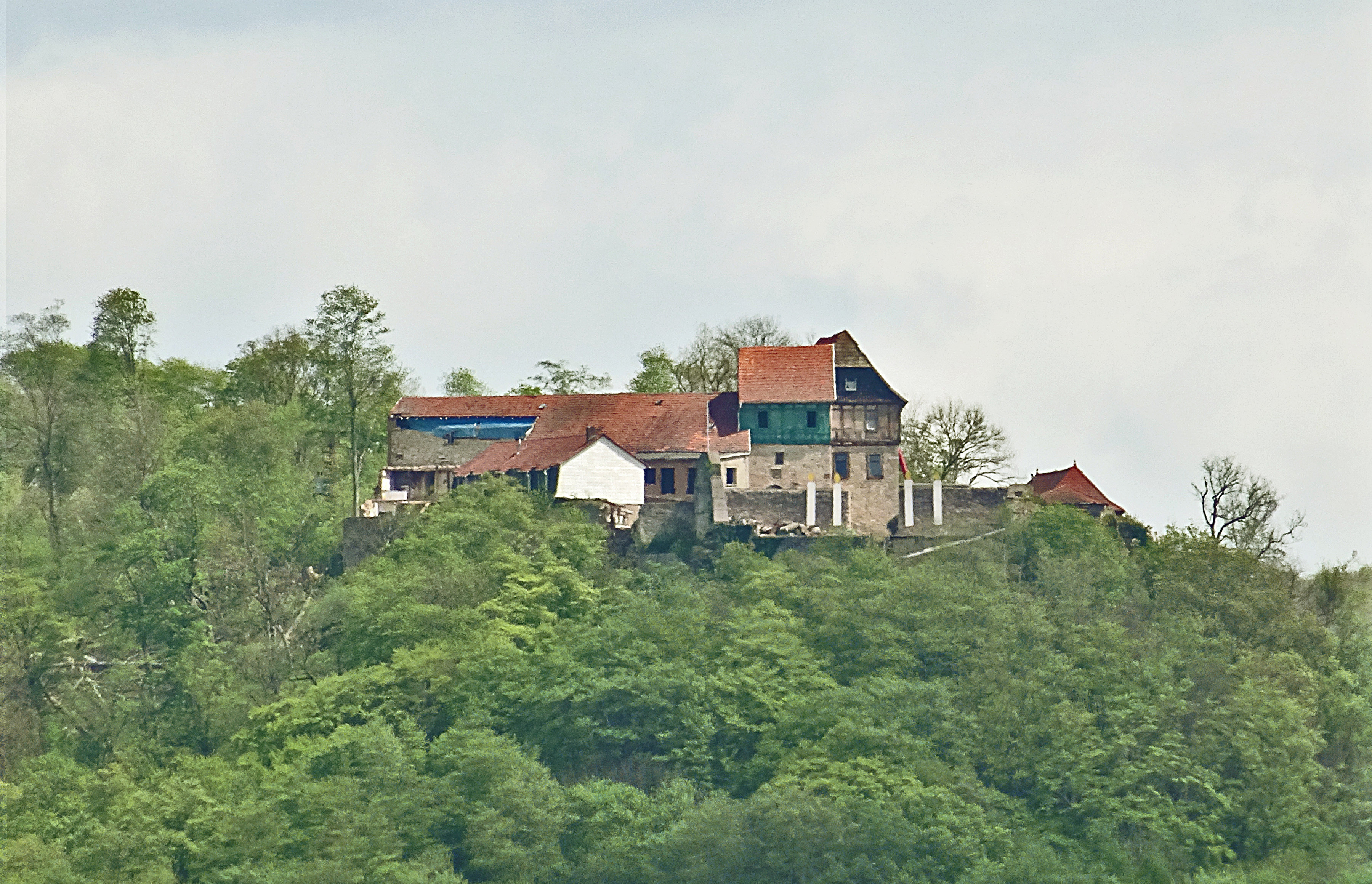
Die Burg Gleichenstein wurde benannt nach dem Adelsgeschlecht
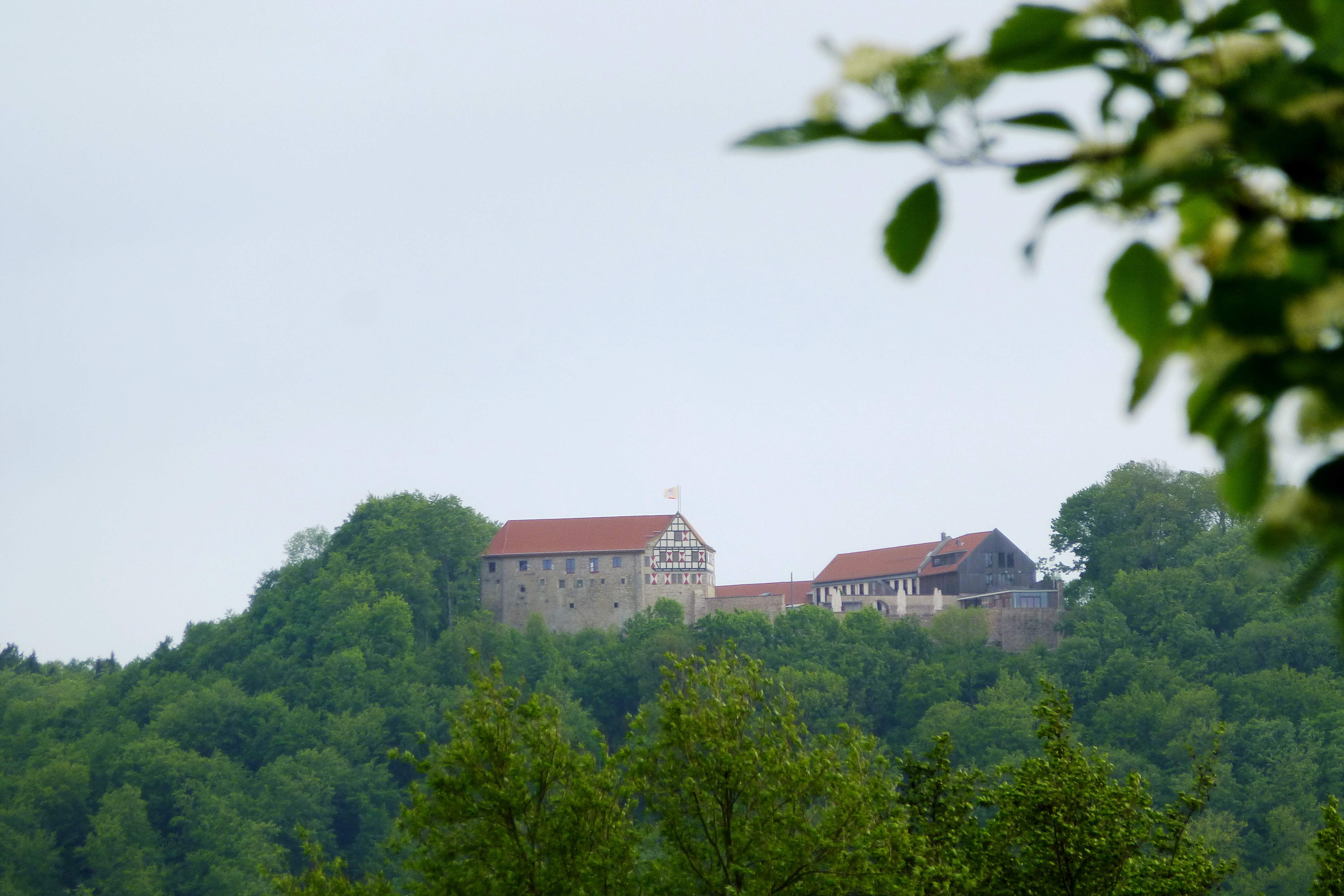
Burg Scharfenstein löste die Burg Beuren ab
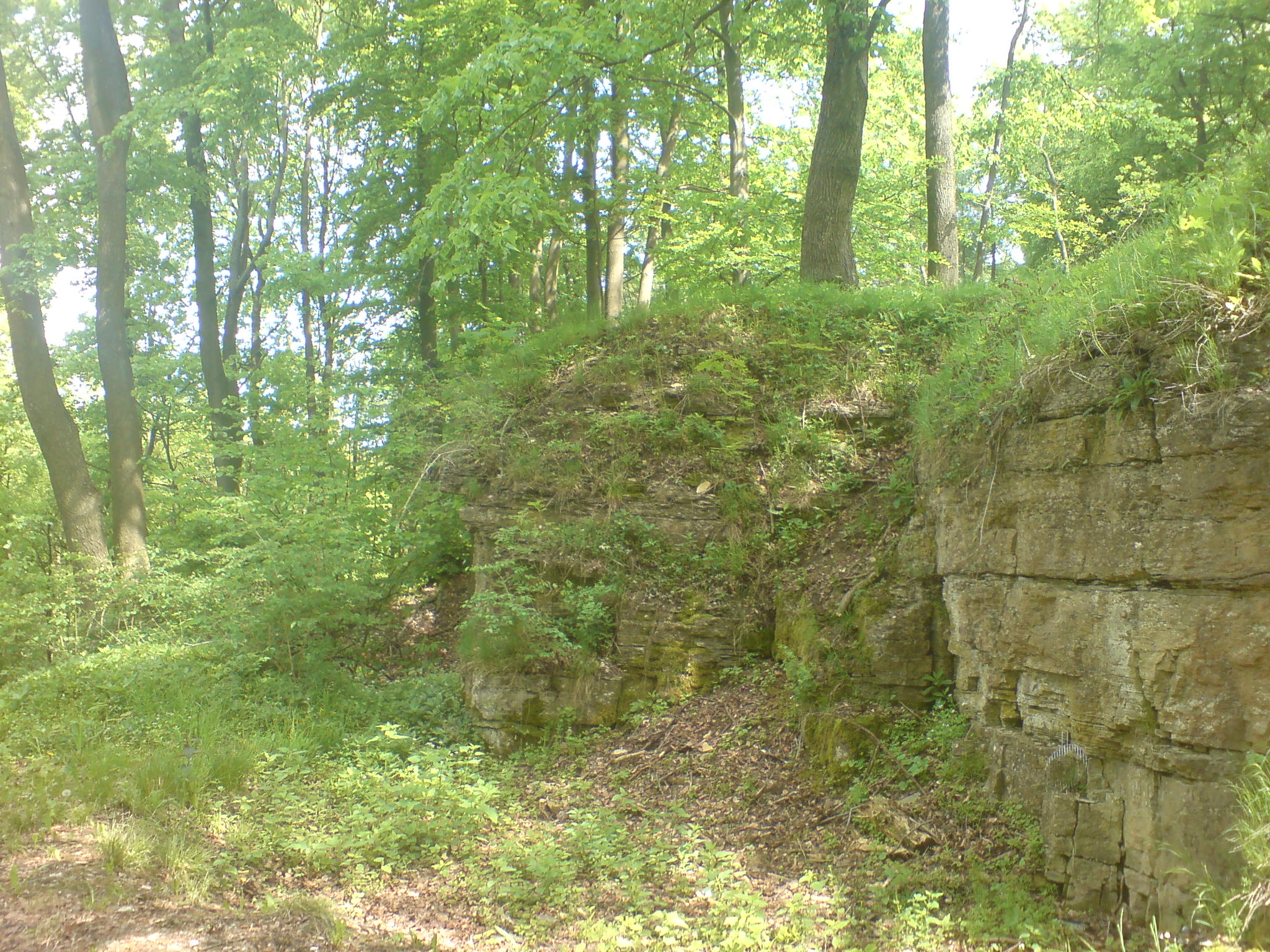
Die Burg Birkenstein wurde bald nach ihrer Errichtung wieder aufgegeben

Nachdem Ernst III. 1230 verstorben war, erbte sein Neffe Heinrich I. die Eichsfelder Besitzungen und nannte sich zunächst noch von Velsecke. Er machte unter anderem verschiedene Schenkungen an das Kloster Reifenstein. 1234 wurde nach Streitigkeiten mit dem Thüringer Landgrafen Heinrich Raspe die Burg Velsecke zerstört. Die Burg wurde etwa 1240 neu aufgebaut und Heinrich nannte sich zum ersten Mal von Gleichenstein. Im Jahr 1238 eroberte Heinrich die erzbischöfliche Burg Rusteberg, die Burg wurde anschließend aber wieder durch Leute des Erzbischofs zurückerobert. 1257 übernahm vermutlich zunächst sein Sohn Heinrich II. das eichsfeldische Erbe, aber bereits einige Jahre später verstarb er und sein Bruder Albert II. erhielt die Besitzungen. Weitere Söhne von Heinrich nannten sich zwar auch „von Gleichenstein“, wohnten aber nicht mehr auf dem Eichsfeld (1273 „Nos Albertus et Ernestus fratres atque Comites gratia de Glichenstein“.). Albert verkaufte 1274 Güter an das Kloster Anrode und 1280 das Dorf Effelder an das Kloster Zella das Dorf Effelder, 1281 übertrug er dem Kloster Teistungenburg die Patronatsrechte über Wehnde.
1283 starb Albrecht II. von Gleichenstein und Albrecht III. von Gleichen wurde der Vormund für Albrechts Sohn Heinrich IV. und nannte sich ebenfalls „von Gleichenstein“. Er vergab die Patronatsrechte über Helmsdorf an die Ritter des Lazarus zu Breitenbich. 1290 starb Albrecht III. und Heinrich IV. bekam neue Vormünder, Hermann und Albert von Lobdeburg. Er erbte zwar schließlich viele Besitzungen, aber auch eine große Schuldenlast. Daher verkaufte Heinrich zahlreiche Besitzungen und Rechte. Schließlich verkaufte er 1294 alle eichsfeldischen Besitzungen (Gleichenstein, Scharfenstein und Birkenstein) mit allen Dörfern und Rechten an den Erzbischof Gerhard von Mainz. Bereits 1287 verzichtet der Landgraf von Thüringen auf alle Rechte der Grafen an den eichsfeldischen Besitzungen. Graf Heinrich bekam bis zur endgültigen Bezahlung der Kaufsumme die kurmainzischen Burgen Tonndorf und Mühlberg als Pfand.
Nicht verwandt sind die Grafen von Gleichenstein mit den Freiherren (Gleichauf) von Gleichenstein in Baden und den Edlen von Gleichenstein.

## Zeittafel

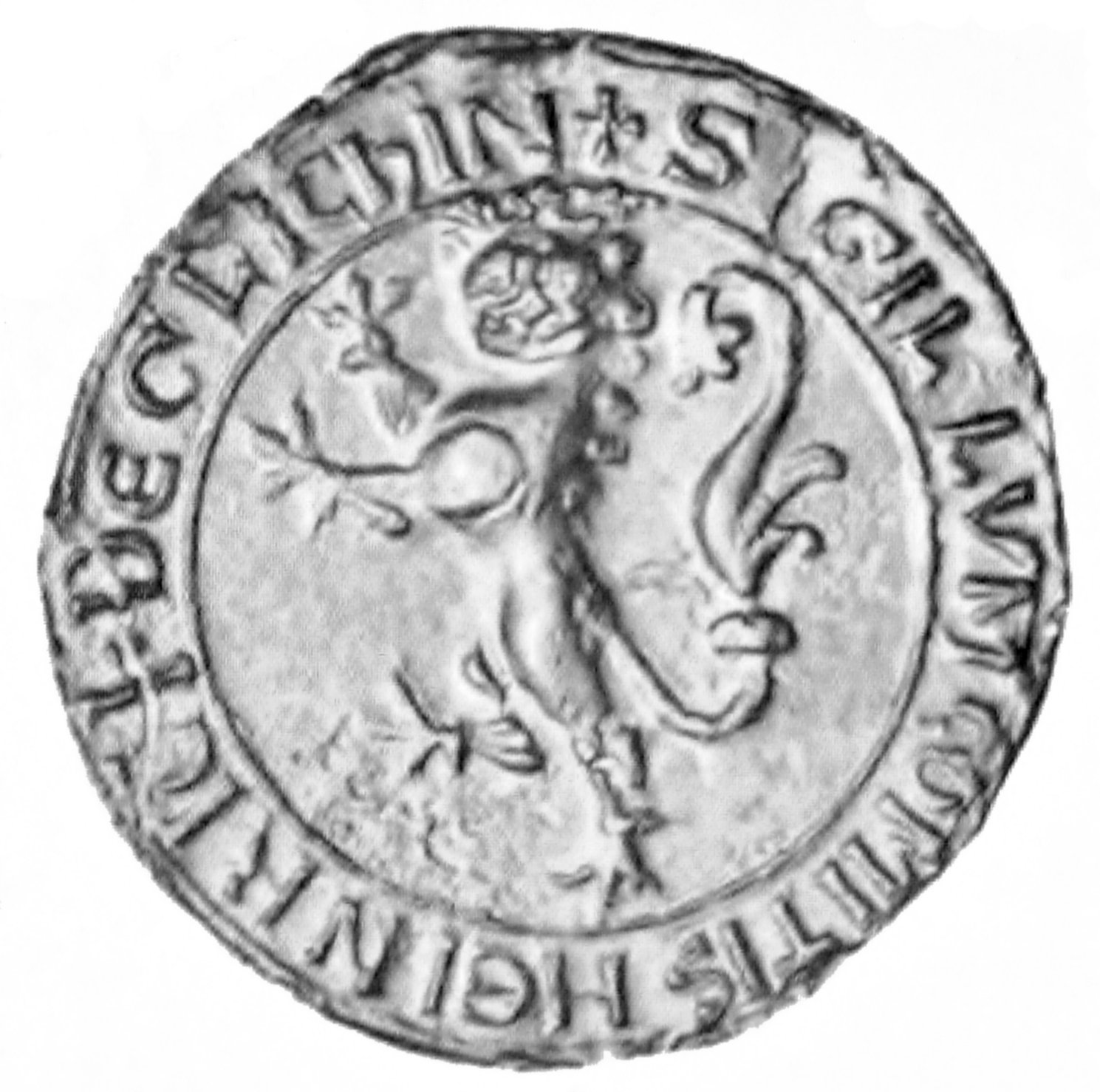
Siegel des Heinrich I. von Gleichen aus dem Jahr 1239 (er nannte sich erst von Vesecke und ab 1246 von Gleichenstein)

Nachfolgend eine Zeittafel der Grafen von Tonna/Gleichen im Eichsfeld (die Reihenfolge der Familienmitglieder kann je nach Quellenangabe variieren, die Jahresangaben können ungesichert sein und sind unter Vorbehalt zu betrachten):
- 1104–1116 Graf Erwin I. (vermutlich Gaugraf im Eichsfeld)
- 1116–1152 Graf Ernst I. von Tonna (Vogt von Kloster Gerode 1143, Burggraf zu Harburg 1139–1148)
- 1152–1170 Graf Ernst II. auf Burg Harburg (1154), Stifter des Klosters Reifenstein (1162), enthauptet (1170) und Graf Erwin II. von Tonna/Gleichen (Vogt von Gerode 1154)
- 1191 Guda, Witwe des Grafen Ernst von Tonna (II), überträgt die Orte Hermanneshagen und Berengershagen dem Kloster Reifenstein
- 1193–1230 Ernst III. von Gleichen (1196) und Velsecke (1200), Vogt zu Reifenstein (1201)
- 1230–1257 Heinrich I. von Velsecke (1234) und Gleichenstein (1246), baute die Burg Gleichenstein neu auf, überfiel 1238 die Burg Rusteberg (ein Sohn von Ernsts Bruder Lambert II.)
- 1283–1292 Albrecht III. von Gleichen/Gleichenstein (als Vormund für Heinrich IV.)
- (1283)-1294 Heinrich IV. von Gleichen/Gleichenstein

## Vertreter der Grafen von Gleichenstein
- Heinrich I. von Gleichenstein (1212–1233–1257), der erste mit dem Namen „von Gleichenstein“ ab 1246
- Heinrich II. von Gleichenstein (–1257–1261) (ältester Sohn von Heinrich I. mit den Vormündern Albert von Gleichen und den Edelherren von Lobdeburg)
- Albrecht II. von Gleichenstein (–1261–1283) (weiterer Sohn von Heinrich I.)
- Hermann von Gleichenstein (gest. 1317), 1287 Domherr in Mainz, leistete Dienste beim Verkauf des Eichsfeldes an Kurmainz[7]
- Heinrich IV. von Gleichenstein (gest. 1301/07), verkauft das Eichsfeld 1294 an Mainz

## Heutige Spuren
Auf die im Eichsfeld unter den Grafen von Gleichen errichteten Burgen weisen nur noch wenige ursprüngliche hochmittelalterliche Bauspuren und Relikte hin. Nachdem die Burgen Reifenstein und Birkenstein frühzeitig wieder aufgegeben wurden, findet man dort nur noch geringe Spuren der Bebauung wie Gräben, Wälle und vereinzelte Ziegel- und Keramikreste. Die Burgen Gleichenstein und Scharfenstein wurden im Laufe der Jahrhunderte mehrfach zerstört und danach neu auf- und umgebaut, so dass von der hochmittelalterlichen Bausubstanz aus der Zeit der Grafen nur wenige Spuren erhalten blieben. Bei neuerlichen Umbauarbeiten ab dem Jahr 2014 in der Kernburg der Burg Scharfenstein ist man auf die Reste zweier hochmittelalterlicher Bergfriede und einer Ringmauer gestoßen. Der größere Turm mit einem Durchmesser von 10 Metern und einer Mauerstärke von 3,2 m ist mit Buckelquadersteinen errichtet worden und weist auf eine Bauzeit Ende des 12. Jahrhunderts hin. Dieser Turm ist im Jahr 1219 zerstört worden. Der zweite, kleinere Turm mit einem Durchmesser von 7,80 Metern und einer Mauerstärke von 2,4 m ist aus Hausteinen etwa um 1250 errichtet worden. Dieser Turm wurde vermutlich in den Wirren des Bauernkrieges zerstört und danach abgebrochen und nicht wieder aufgebaut. Das von Graf Ernst II. 1162 gestiftete Kloster Reifenstein ist im Laufe der Jahrhunderte ebenfalls mehrfach umgebaut worden und existiert heute noch als Krankenhaus.

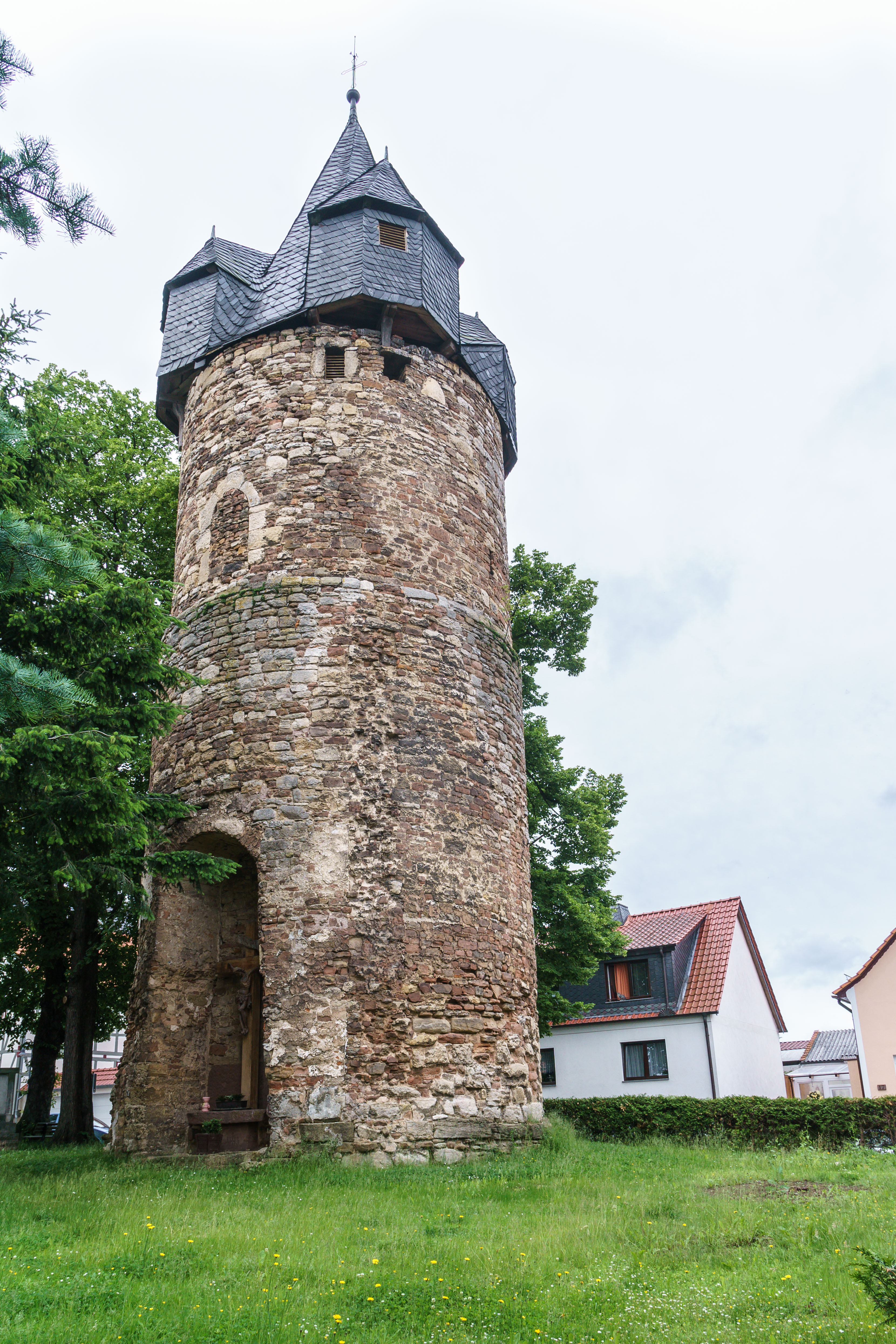
Der ehemalige Zollturm in Beuren wurde zeitweise als Kirchturm genutzt

In dem zur Burg Scharfenstein gehörigen Marktort Beuren haben die Grafen vermutlich auch Münzen geprägt. Die bis zum Verkauf des Eichsfeldes an Kurmainz begonnene Entwicklung von Beuren zum Marktort mit Stadtentwicklung wurde zugunsten vom benachbarten Heiligenstadt aufgegeben. Der zwischen 1250 und 1290 von den Grafen gebaute Wohn- und Zolltum ist noch zu besichtigen.

## Weblink
- Geschichte der Burg Gleichenstein auf www.burgen.de